# Zapotal de San Ramón
Zapotal es un distrito del cantón de San Ramón, en la provincia de Alajuela, de Costa Rica.

## Geografía
Zapotal cuenta con un área de 67,13 km² y una altitud media de 1033 m s. n. m.

## Demografía
Para el año 2022, Zapotal cuenta con una población estimada de 641 habitantes, y para el último censo efectuado, en 2011, Zapotal contaba con una población de 391 habitantes.

## Localidades
- Cabecera: San Antonio
- Poblados: Bajo Castillo, Bajos, Barranquilla, Carrera Buena, Jabonal, Jabonalito, Rincón Chaves, Victoria, Zapotal (parte).

## Transporte

### Carreteras
Al distrito lo atraviesan las siguientes rutas nacionales de carretera:
- Ruta nacional 742